# Bodiam Castle
Bodiam Castle är ett slott i East Sussex i England beläget nära Robertsbridge. Den byggdes med sin vallgrav 1385 av sir Edward Dalyngrigge, en riddare under Edward III, med tillstånd av Richard II, för att försvara området från fransk invasion under hundraårskriget.
Slottet har även använts för att spela in filmer och TV-serier om Robin Hood, och i Monty Pythons galna värld.

### Fotnoter
1. ↑  Anna Lena Stålnacke (4 november 2012). ”"Downton Abbey" på riktigt”. Dagens nyheter. http://www.dn.se/arkiv/resor/downton-abbey-pa-riktigt/. Läst 24 februari 2017.